# Поздно любить (фильм)
«Поздно любить» (кит. трад. 烽火萬里情, пиньинь Fēnghuǒ wànlǐ qíng, палл. Фэнхо ванли цин, прибл. «Любовь за десять тысяч ли сигнальных костров», англ. Too Late for Love (film)) — гонконгский фильм, снятый на студии Shaw Brothers по сценарию и с режиссурой Ло Чжэня с Айви Лин По и Гуань Шанем в главных ролях, выпущенный в кинопрокат 29 марта 1967 года. Обладатель нескольких призов кинофестиваля Golden Horse.

## Сюжет
Вскоре после женитьбы Чэнь Суфэнь и Ли Голяна молодой супруг вынужден оставить свою жену, уходя по призыву на войну с Японией. Как это часто бывает, свекровь и невестка оказываются не в самых лучших отношениях, тем более в отсутствие связывающего их элемента. У Суфэнь обнаруживают чахотку, но это лишь усиливает вражду свекрови (желающей здоровую мать, которая принесёт её внуков), и та, вместе с тетей Голяна, пользуется этим, что пользуются этим как поводом, чтобы принудить Суфэнь разорвать брак и уйти.
Приехав домой на побывку и не найдя любимую жену, Ли Голян в ярости. Он пытается объясниться с Суфэнь в доме её семьи, но её отец выставляет его. Ли Голян клянётся тестю в своей бессмертной любви к его дочери и что он никогда не женится ни на ком другом, однако не может ждать, вынужденный вернуться обратно на службу. У него получается ещё раз наведаться к заветному дому несколько месяцев спустя, однако пересечение вновь срывается - прибывающей на поезде Чэнь Суфэнь остается лишь проводить глазами другой поезд, который только что увёз её любовь. От горя от уже двух сорвавшихся возможностей встретиться, болезнь Суфэнь усиливается...

## В ролях
| Актёр        | Роль                     |
| ------------ | ------------------------ |
| Айви Лин По  | Чэнь Суфэнь              |
| Гуань Шань   | Ли Голян                 |
| Оуян Шафэй   | госпожа Ли (мать Голяна) |
| Гао Баошу    | Ли Цзюань (тётя Голяна)  |
| Чэнь Яньянь  | тётя Суфэнь              |
| Ся Ицю       | кузина Суфэнь            |
| Цзян Шаолунь | врач                     |
| Чин Мяо      | начштаба Чэнь            |

## Награды
6-й Тайбэйский кинофестиваль Golden Horse (1968)
Номинации:
- 2-я степень премии/включение в шортлист категории «Лучший художественный фильм»

Премии в категориях:
- За лучшую женскую роль — Айви Лин По
- За лучшую женскую роль второго плана — Оуян Шафэй
- За лучшую мужскую роль второго плана — Чин Мяо
- За лучшую музыку к фильму — Ван Фулин[1]